# Csillag Terka
Csillag Terka, született Stern Rézi (Kaposvár, 1867. július 9. – 1942. július) magyar származású német színésznő.

## Életpályája
Stern Sámuel és Goldstein Róza lánya. Színházi pályafutását 1882. július 17-én kezdte meg. Még nem volt 17 éves, amikor tagja lett a berlini Residenz-színháznak. Innen Aachenbe, majd Hannoverbe szerződött. Ezután Königsberg, Köln, Posen, Brünn voltak színházi állomásai. 1900-tól a drezdai udvari színház elsőrendű tagja volt. 1919–1932 között a Saladin Schmitt együttesének tagja volt. 1932-ben ünnepelte 50 éves színpadi jubileumát; ekkor bejelentette, hogy visszavonul a színészettől.
A második világháború alatt, 1942 májusában a németországi Bochumba szállították, a Horst Wessel utca 56. szám alá, amelyet „zsidó háznak” nyilvánítottak. Ezt követően a deportálás előtti utolsó hetekben a Wilhelm utca 16. számú volt zsidó iskolába helyezték át, amelyet szintén „zsidó háznak” alakítottak át. Innen őt és más bochumi zsidókat még ebben az évben deportáltak a theresienstadti koncentrációs táborba. Ebben a gettóban vesztette életét.
2004. november 4-én Bochumban, ahol a háború előtt legnagyobb sikereit aratta, Csillag Terka emlékére botlatókövet helyeztek el, mely szerint öngyilkos lett.

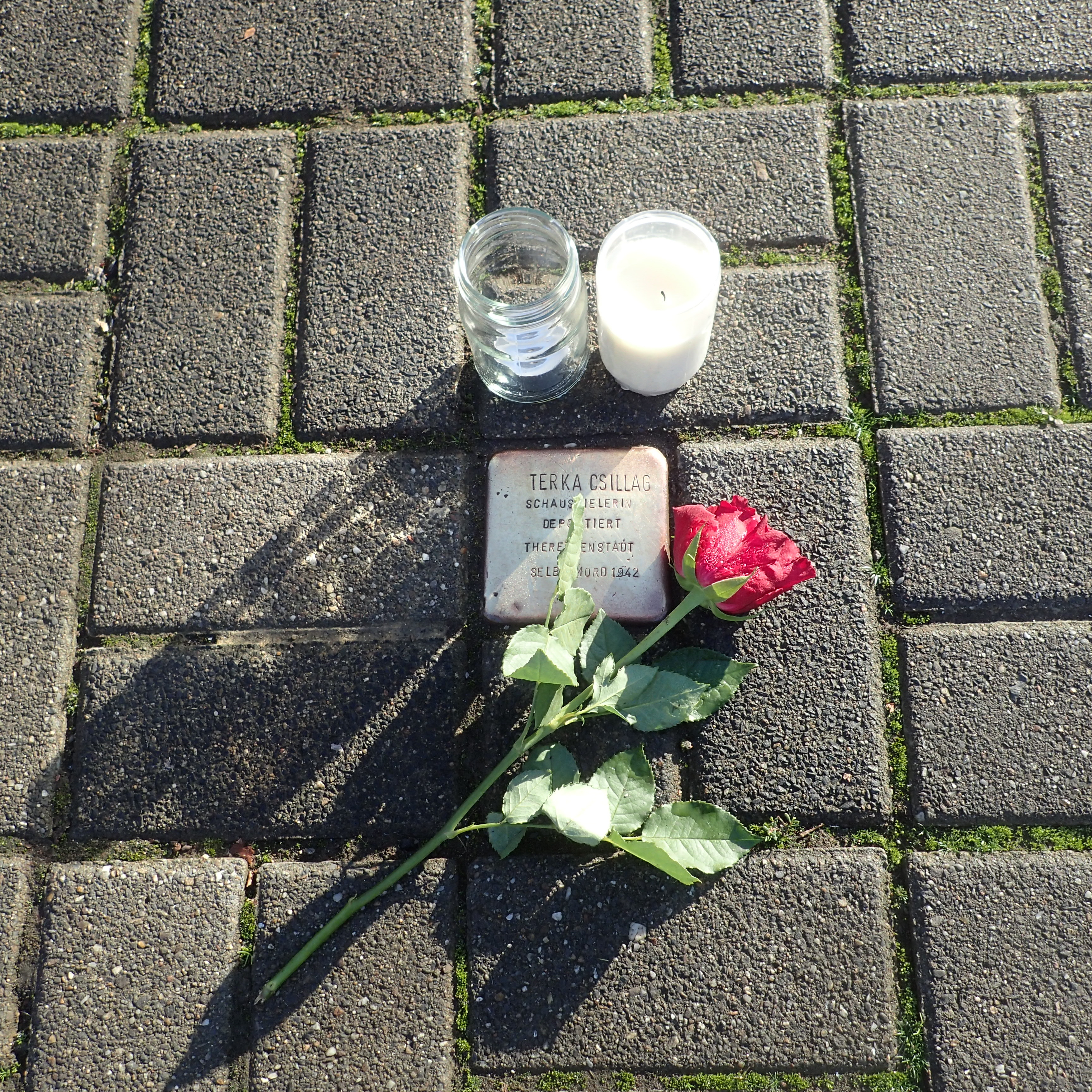
Csillag Terka botlatóköve Bochumban

Karrierje során több mint 3000 darabban lépett fel. Nagy sikere volt A kaméliás hölgyben.

## Színházi szerepei
- Sappho (Daudet)
- Fedora (Victorien Sardou)
- Kleopatra (Shakespeare: Antonius és Kleopátra)
- Lady Macbeth (Shakespeare: Macbeth)
- Adelheid (Johann Wolfgang von Goethe: Götz von Berlichingen)
- Stuart Mária (Friedrich Schiller)
- Gauthier Margit (ifj. Dumas: A kaméliás hölgy)[8]
- Medea (Franz Grillparzer)[8]

## Fordítás
- Ez a szócikk részben vagy egészben  a   Terka Csillag című német Wikipédia-szócikk ezen változatának fordításán alapul.  Az eredeti cikk szerkesztőit annak laptörténete sorolja fel. Ez a jelzés csupán a megfogalmazás eredetét és a szerzői jogokat jelzi, nem szolgál a cikkben szereplő információk forrásmegjelöléseként.